# Escut de Sant Martí Sarroca
L'escut oficial de Sant Martí Sarroca té el següent blasonament:
Escut caironat: de gules, una campana d'or. Per timbre una corona mural de poble.

## Història
Va ser aprovat el 22 de setembre de 1989 i publicat al DOGC l'11 d'octubre del mateix any amb el número 1205.
La campana d'or sobre camper de gules són les armories dels Santmartí, senyors del Castell de Sant Martí Sarroca des del segle x, durant la repoblació de les terres conquerides als musulmans.